# شيقيكي كوراتا
شيقيكي كوراتا (باليابانية: 藏田 茂樹) (22 يونيو 1972 في كيوتو في اليابان – )؛ هو لاعب كرة قدم ياباني سابق كان يلعب كمدافع.

## وصلات خارجية
- شيقيكي كوراتا على موقع رابطة كرة القدم اليابانية للمحترفين (اليابانية)
- شيقيكي كوراتا على موقع عالم كرة القدم.نت (الإنجليزية)